# Impero della Britannia
L'Impero della Britannia fu un breve stato secessionista dell'Impero romano nel tardo Impero Romano. Si formò a seguito della rivolta del comandante navale Carausio. L'impero terminò quando l'usurpatore Alletto fu sconfitto dall'imperatore Costanzo Cloro nel 296.